# Josep Maria Morreres i Boix
Josep Maria Morreres i Boix (Barcelona, 1952) és un escriptor en llengua catalana, professor i crític literari català. Exerceix la docència en centres educatius. En l'àmbit de la novel·lística ha conreat la novel·la de gènere eròtic, negre, històric i juvenil.

## Obra
- Gaudeamus Igitur. Pòrtic, Barcelona, 1990. Premi La piga, 1989 (Thriller eròtic)
- Cinc Lais. Bromera, Alzira, 1995. Premi de Narrativa Eròtica La Vall d'Albaida, 1994 (Eròtica cavalleresca)
- La decisió. La Magrana, Barcelona, 1996 (Novel·leta)
- El laberint d'Adriana. Tabarca, València, 1998. (Novel·la psico-sentimental)
- Deixem-ho aquí. Alfaguara, Barcelona, 1999. (Novel·la subversivo-juvenil)
- Més enllà de Chiapas. Cruïlla, Barcelona, 1999- Finalista del Premi Gran Angular, 1998 (Novel·la psico-política)
- Pell bruna. La Galera, Barcelona, 2000) (Thriller juvenil)
- A la recerca d'Angèlica. Tabarca, València, 2000. Finalista del Premi Ciutat de Torrent, 1999 (Novel·la cavalleresca-metaliterària)
- L'ombra a la paret. Columna, Barcelona, 2001. XXII Premi Goleta i Bergantí, 2000 (Thriller sentimental)
- Sense malícia. Bromera, València, 2001. IX Premi "Vila de Teulada" de narrativa breu, 2000 (Relats introspectius)
- Tot el vi de la vida. VIII Premi Sant Just Desvern, 2005
- El fil de seda. Proa, Barcelona, 2007. Premi Pere Calders de Literatura Catalana 2006
- Temps era temps. Planeta&Oxford, Barcelona, 2006 (Narrativa d'aventures juvenil)
- Nascut per perdre. Barcanova, Barcelona, 2007 (Novel·la negra)
- L'abadia del diable. Proa, Barcelona, 2009. Premi Ciutat de Badalona de Narrativa'08 (Premis Literaris Ciutat de Badalona)
- Qui dia passa. Trípode, Barcelona, 2022